# Caleb Threlkeld
Caleb Threlkeld (1676-1728) fue un médico, botánico, y explorador irlandés.
El Reverendo Doctor Caleb Threlkeld era un clérigo disidente.
Escribió la primera flora de Irlanda con el título Synopsis Stirpium Hibernicarum .....Dispositarum sive Commentatio de Plantis Indigenis praesertim Dublinensibus instituta which was published in Dublin in 1726. An appendix was based on botanical notes made by Thomas Molyneux.

## [Eponimia
Género
- (Chenopodiaceae) Threlkeldia R.Br.[1]